# Adolf Arnošt z Waldstein-Wartenbergu
Adolf Arnošt hrabě z Waldstein-Wartenbergu, počeštěně z Valdštejna-Vartenberka (celým jménem německy Adolf Ernst Maria Kristian Josef Friedrich Johannes Evangelista Graf von Waldstein-Wartenberg; 27. prosince 1868 Praha-Malá Strana – 17. června 1930 Doksy) byl český šlechtic z mnichovohradišťské linie rodu Waldstein-Wartenbergů, politik a majitel velkostatku Mnichovo Hradiště. Jeho synovi Karlu Arnoštovi byl v roce 1945 zkonfiskován majetek v Československu.

## Původ a kariéra

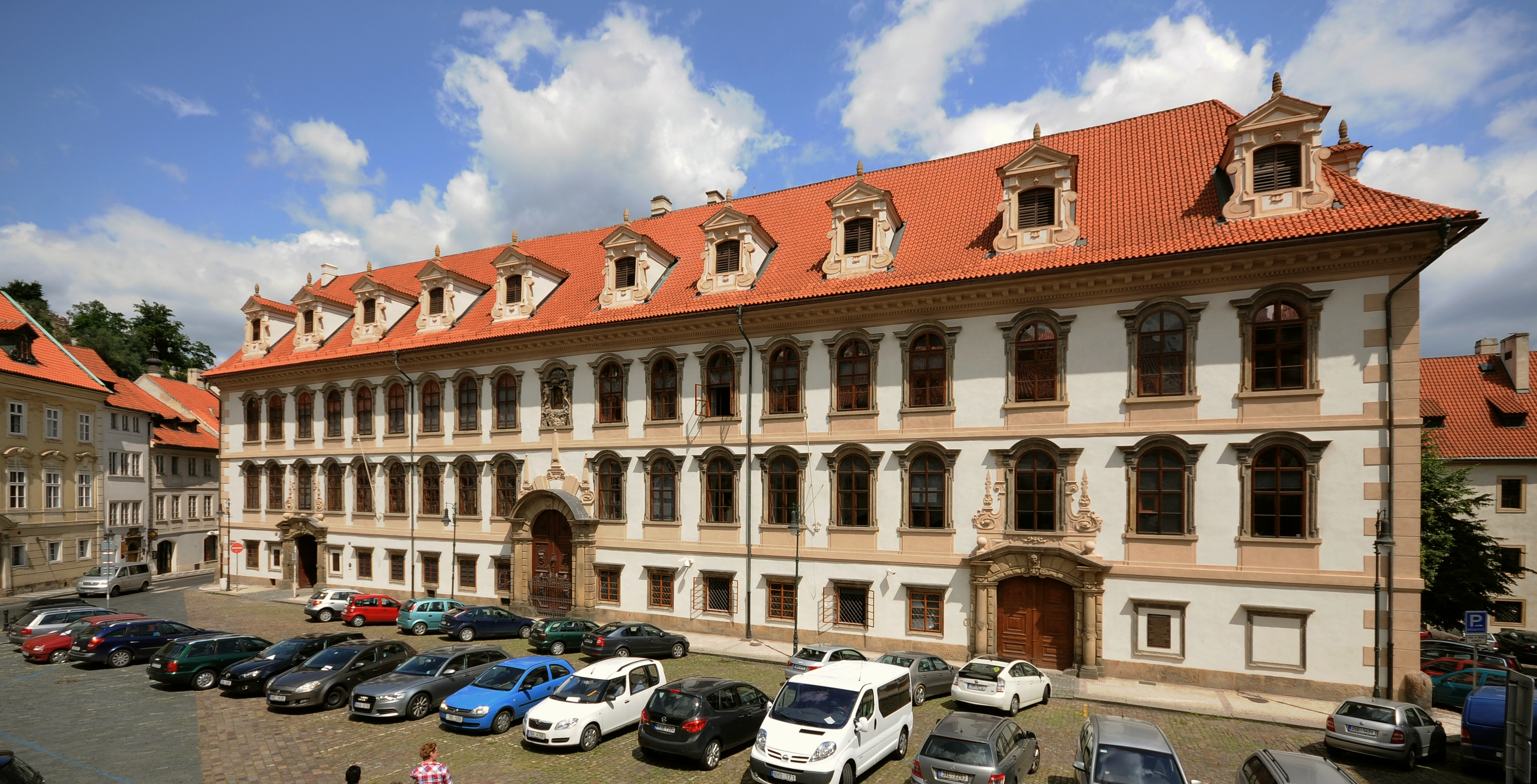
Valdštejnský palác v Praze – místo narození

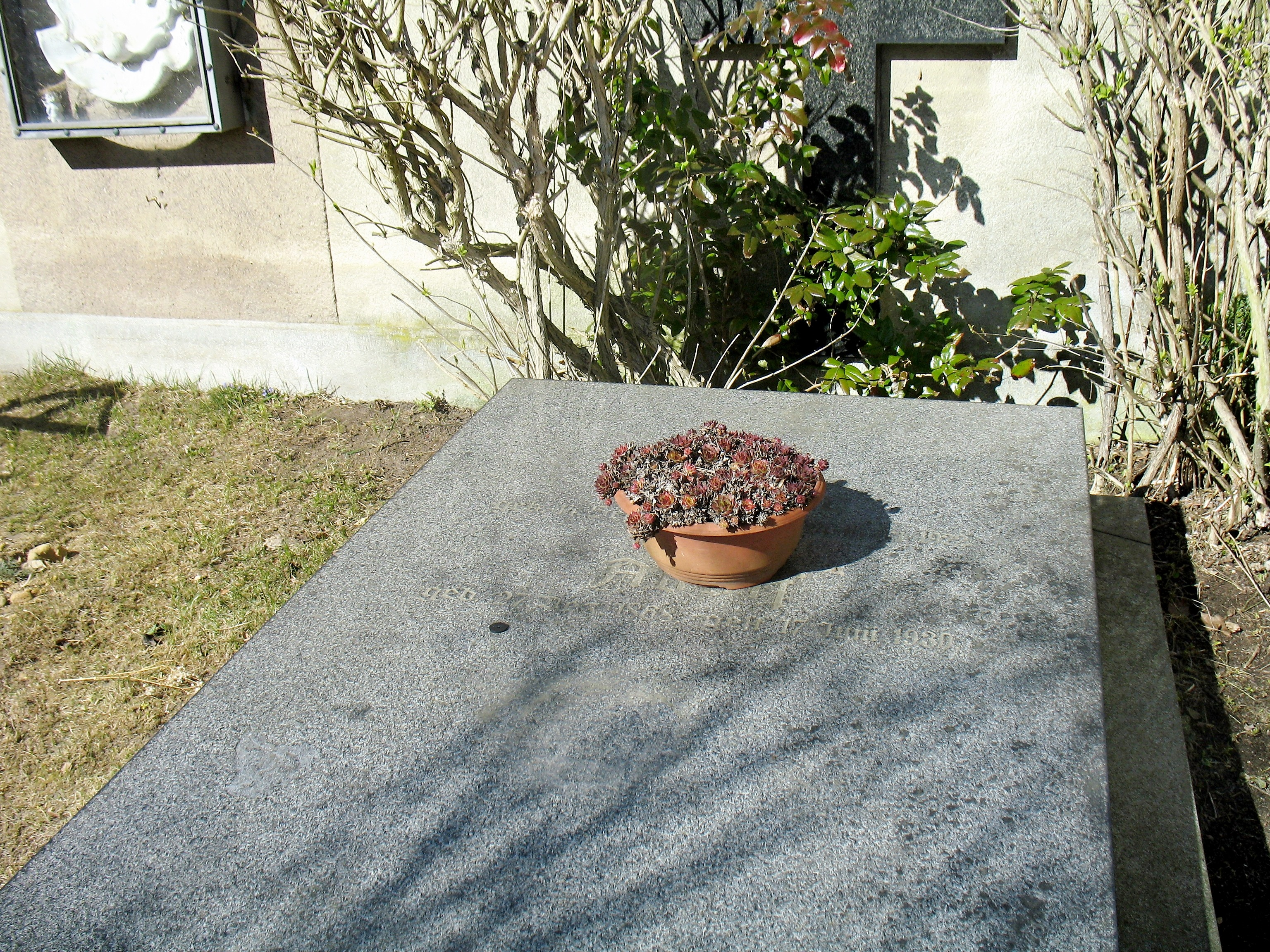
Hrob vedle Valdštejnské kaple na hřbitově v Doksech

Narodil se ve Valdštejnském paláci v Praze jako syn Arnošta Františka z Waldstein-Wartenbergu (1821–1904) a jeho druhé manželky Marie Leopoldiny ze Schwarzenbergu (1833–1909). Matka pocházela z hlubocko-krumlovské (primogeniturní) větve Schwarzenbergů. Jeho nevlastním bratrem z otcova prvního manželství byl Arnošt Karel z Waldstein-Wartenbergu (1849–1913).
Do roku 1888 studoval na Malostranském gymnáziu v Praze, v letech 1888–1890 studoval právo na Vídeňské univerzitě.
Ve vojsku zastával hodnost rytmistra husarů v záloze. Za první světové války v roce 1915 byl jmenován majorem, o rok později získal vojenský kříž III. třídy a v roce 1918 byl jmenován podplukovníkem.
Zastával několik čestných úřadů. V roce 1893 byl jmenován c. k. komořím a v roce 1917 tajným radou. Po smrti bratra se stal nejvyšším dědičným kráječem Českého království a dědičným členem rakouské Panské sněmovny. Byl také čestným rytířem Maltézského řádu. V letech 1908–1913 byl poslancem Českého zemského sněmu. Aktivně byl činný v Ústředním svazu majitelů lesů (Zentralverband der Waldbesitzer), který byl založen ve Vídni v roce 1917.
Za první republiky se přihlásil k německé národnosti. Republikánské zřízení zrušilo fideikomisy a zahájilo pozemkovou reformu. Do konce života usiloval o záchranu majetku. Za tímto účelem spolu s několika dalšími šlechtici (Eugenem Ledeburem, Wilhelmem Medingerem, Alainem Rohanem, Franzem Wien-Claudim) spoluzaložil v roce 1919 Svaz německých velkostatkářů v Československu (Verband der deutschen Großgrundbesitzer in der Tschechoslowakei). V roce 1922 také založil tajný komitét, který měl získat podporu západních gentlemanů (velkoprůmyslníků) zvučných jmen především z Velké Británie a USA pro boj proti pozemkové reformě.
Zemřel na zvýšené svalové napětí (hypertonii) 17. června 1930, jeho hrob se nachází vedle Waldsteinské kaple na hřbitově v Doksech.

## Majetek

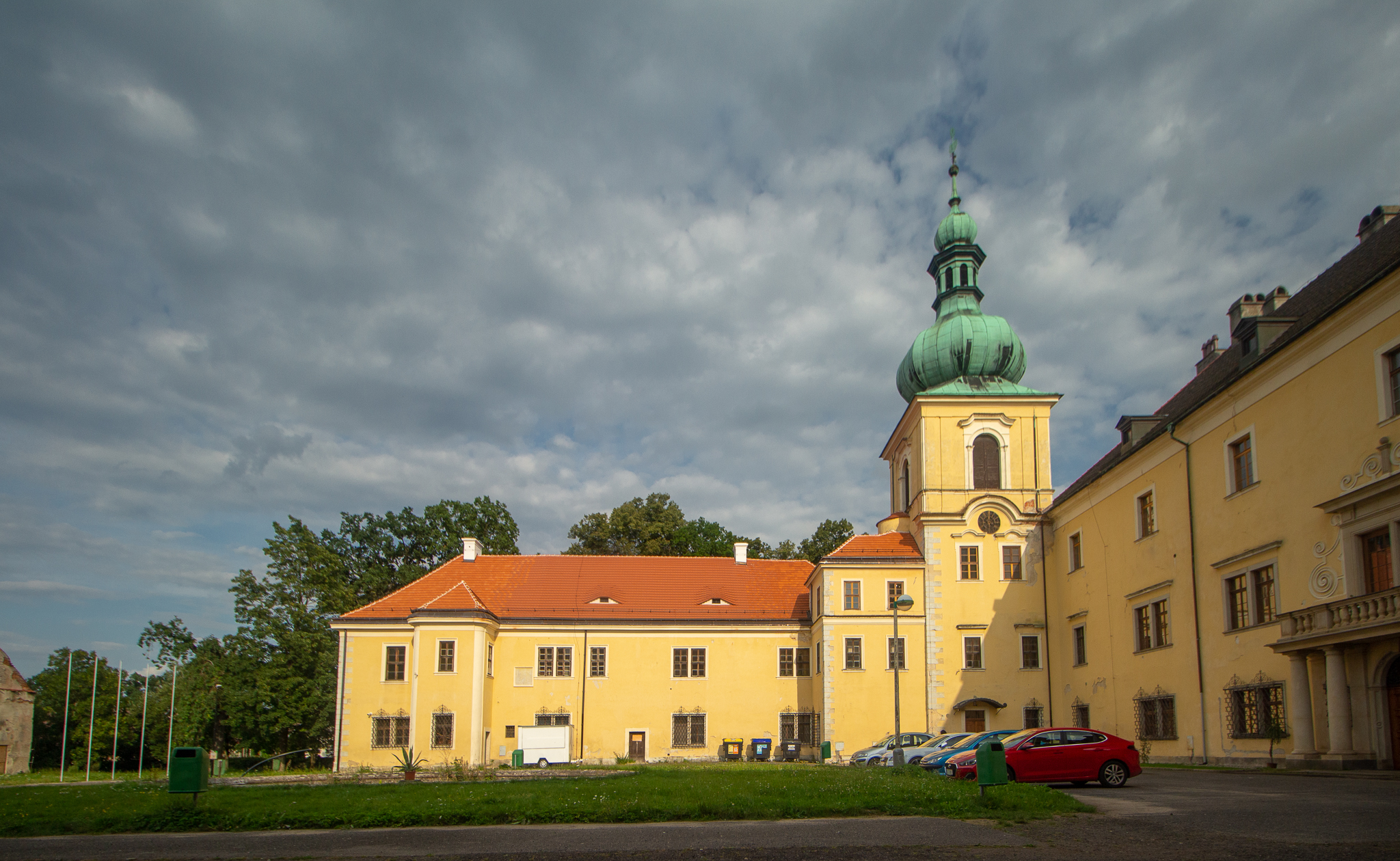
Zámek v Doksech

Po bratrovi zdědil v roce 1913 majorátní svěřenství Mnichovo Hradiště, Bělá pod Bezdězem, Doksy, Nový Berštejn, Šťáhlavy, Chocenice a Valdštejnský palác v Praze, které bylo zřízeno jeho dědečkem Kristiánem z Waldstein-Wartenbergu v roce 1858. Zdědil také majorát Duchcov s Litvínovem, které spravoval už za života bratra.
Pozemková reforma nejvíce zasáhla velkostatek Duchcov – Horní Litvínov. Ze čtyř velkostatků zůstaly Valdštejnům tři, a sice Doksy (Bělá, Kuřívody), Mnichovo Hradiště a Šťáhlavy. Z původní celkové výměry 41 571 zůstalo Adolfovi 22 tisíc hektarů. Výnos velkostatku nestačil pokrýt výdaje na údržbu a opravy historicky cenných objektů, proto areál hradu Bezděz prodal Klubu československých turistů nebo barokní špitál v Duchcově prodal Českému stavebnímu družstvu. Pronajal také některé části Valdštejnského paláce, byly v něm kanceláře ministerstva obchodu nebo zákaznický servis firmy Laurin & Klement (Elka).
Do Doks nechal převézt z Duchcova rodinný archiv a v roce 1929 ho rozšířil koupí starého fürstenberského archivu.

## Rodina
Ve Vídni se 29. dubna 1895 oženil se Sophií z Hoyos-Sprinzensteinu (14. 9. 1874 Horn – 24. 3. 1922 Doksy), dcerou Arnošta Karla hraběte z Hoyos-Sprinzensteinu (1830–1903) a Eleonory Paarové (1835–1913). Zemřela na zástavu srdce ve věku 47 let a byla pohřbena v Doksech. Narodili se jim dva synové:
- 1. Karel Arnošt (31. 10. 1897 Vídeň – 4. 8. 1985 Vídeň), dědic, od roku 1935 člen Sudetoněmecké strany, kterému byl československý majetek zkonfiskován na základě Benešových dekretů v roce 1945
  - ⚭ (6. 9. 1920 Heřmanův Městec) Marie Johanna Kinská (23. 2. 1900 Vídeň – 19. 1. 1976 Vídeň)
- 2. Josef Alfréd (2. 11. 1899 Szombathely – 19. 9. 1952 Graz)

Vnuk Ernst Adolf (1925–2019) se po Sametové revoluci pokusil o podnikatelský projekt na severu Čech v místech, která si do roku 1991 uzurpovala sovětská armáda. Usiloval také o navrácení rodových majetků v restituci.

## Vývod z předků
|                                      |                                          |  |                                  |                                        |  |  |  |  |  |  |  | Jan Vincenc z Waldsteinu |
|                                      |                                          |  |                                  |                                        |  |  |  |  |  |  |  |                          |
|                                      | Arnošt Filip z Valdštejna                |  |                                  |                                        |  |  |  |  |  |  |  |                          |
|                                      |                                          |  |                                  |                                        |  |  |  |  |  |  |  |                          |
|                                      |                                          |  |                                  | Anna Žofie ze Šternberka               |  |  |  |  |  |  |  |                          |
|                                      |                                          |  |                                  |                                        |  |  |  |  |  |  |  |                          |
|                                      | Kristián Vincenc z Waldstein-Wartenbergu |  |                                  |                                        |  |  |  |  |  |  |  |                          |
|                                      |                                          |  |                                  |                                        |  |  |  |  |  |  |  |                          |
|                                      |                                          |  |                                  | František Antonín Desfours             |  |  |  |  |  |  |  |                          |
|                                      |                                          |  |                                  |                                        |  |  |  |  |  |  |  |                          |
|                                      | Antonie Desfoursová                      |  |                                  |                                        |  |  |  |  |  |  |  |                          |
|                                      |                                          |  |                                  |                                        |  |  |  |  |  |  |  |                          |
|                                      |                                          |  |                                  | Marie Antonie Černínová z Chudenic     |  |  |  |  |  |  |  |                          |
|                                      |                                          |  |                                  |                                        |  |  |  |  |  |  |  |                          |
|                                      | Arnošt František z Waldstein-Wartenbergu |  |                                  |                                        |  |  |  |  |  |  |  |                          |
|                                      |                                          |  |                                  |                                        |  |  |  |  |  |  |  |                          |
|                                      |                                          |  |                                  | Jan Josef z Thun-Hohensteinu           |  |  |  |  |  |  |  |                          |
|                                      |                                          |  |                                  |                                        |  |  |  |  |  |  |  |                          |
|                                      | Antonín Josef z Thun-Hohensteinu         |  |                                  |                                        |  |  |  |  |  |  |  |                          |
|                                      |                                          |  |                                  |                                        |  |  |  |  |  |  |  |                          |
|                                      |                                          |  |                                  | Marie Alžběta Kollonićová z Kollegrádu |  |  |  |  |  |  |  |                          |
|                                      |                                          |  |                                  |                                        |  |  |  |  |  |  |  |                          |
|                                      | Marie Františka z Thun-Hohensteinu       |  |                                  |                                        |  |  |  |  |  |  |  |                          |
|                                      |                                          |  |                                  |                                        |  |  |  |  |  |  |  |                          |
|                                      |                                          |  |                                  | Jan Vít Vratislav z Mitrovic           |  |  |  |  |  |  |  |                          |
|                                      |                                          |  |                                  |                                        |  |  |  |  |  |  |  |                          |
|                                      | Marie Tereza Vratislavová z Mitrovic     |  |                                  |                                        |  |  |  |  |  |  |  |                          |
|                                      |                                          |  |                                  |                                        |  |  |  |  |  |  |  |                          |
|                                      |                                          |  |                                  | Marie Johanka Malovcová z Malovic      |  |  |  |  |  |  |  |                          |
|                                      |                                          |  |                                  |                                        |  |  |  |  |  |  |  |                          |
| Adolf Arnošt z Waldstein-Wartenbergu |                                          |  |                                  |                                        |  |  |  |  |  |  |  |                          |
|                                      |                                          |  |                                  |                                        |  |  |  |  |  |  |  |                          |
|                                      |                                          |  | Jan Nepomuk I. ze Schwarzenbergu |                                        |  |  |  |  |  |  |  |                          |
|                                      |                                          |  |                                  |                                        |  |  |  |  |  |  |  |                          |
|                                      | Josef II. ze Schwarzenbergu              |  |                                  |                                        |  |  |  |  |  |  |  |                          |
|                                      |                                          |  |                                  |                                        |  |  |  |  |  |  |  |                          |
|                                      |                                          |  |                                  | Marie Eleonora z Öttingen-Wallersteinu |  |  |  |  |  |  |  |                          |
|                                      |                                          |  |                                  |                                        |  |  |  |  |  |  |  |                          |
|                                      | Jan Adolf II. ze Schwarzenbergu          |  |                                  |                                        |  |  |  |  |  |  |  |                          |
|                                      |                                          |  |                                  |                                        |  |  |  |  |  |  |  |                          |
|                                      |                                          |  |                                  | Ludvík Engelbert z Arenbergu           |  |  |  |  |  |  |  |                          |
|                                      |                                          |  |                                  |                                        |  |  |  |  |  |  |  |                          |
|                                      | Pavlína Karolína z Arenbergu             |  |                                  |                                        |  |  |  |  |  |  |  |                          |
|                                      |                                          |  |                                  |                                        |  |  |  |  |  |  |  |                          |
|                                      |                                          |  |                                  | Luisa Paulina de Brancas-Villars       |  |  |  |  |  |  |  |                          |
|                                      |                                          |  |                                  |                                        |  |  |  |  |  |  |  |                          |
|                                      | Marie Leopoldina ze Schwarzenbergu       |  |                                  |                                        |  |  |  |  |  |  |  |                          |
|                                      |                                          |  |                                  |                                        |  |  |  |  |  |  |  |                          |
|                                      |                                          |  |                                  | Karel Boromej Josef z Lichtenštejna    |  |  |  |  |  |  |  |                          |
|                                      |                                          |  |                                  |                                        |  |  |  |  |  |  |  |                          |
|                                      | Mořic Josef z Lichtenštejna              |  |                                  |                                        |  |  |  |  |  |  |  |                          |
|                                      |                                          |  |                                  |                                        |  |  |  |  |  |  |  |                          |
|                                      |                                          |  |                                  | Marie Eleonora z Oettingen-Spielbergu  |  |  |  |  |  |  |  |                          |
|                                      |                                          |  |                                  |                                        |  |  |  |  |  |  |  |                          |
|                                      | Eleonora Marie z Lichtenštejna           |  |                                  |                                        |  |  |  |  |  |  |  |                          |
|                                      |                                          |  |                                  |                                        |  |  |  |  |  |  |  |                          |
|                                      |                                          |  |                                  | Mikuláš II. Esterházy z Galanty        |  |  |  |  |  |  |  |                          |
|                                      |                                          |  |                                  |                                        |  |  |  |  |  |  |  |                          |
|                                      | Leopoldina Esterházyová z Galanty        |  |                                  |                                        |  |  |  |  |  |  |  |                          |
|                                      |                                          |  |                                  |                                        |  |  |  |  |  |  |  |                          |
|                                      |                                          |  |                                  | Marie Josefa z Lichtenštejna           |  |  |  |  |  |  |  |                          |
|                                      |                                          |  |                                  |                                        |  |  |  |  |  |  |  |                          |